# Jermaine Anderson
Pour les articles homonymes, voir Anderson.
Jermaine Anderson, né le 8 février 1983 à Toronto, au Canada, est un joueur canadien de basket-ball. Il évolue au poste de meneur.